# 1884 a tudományban
Az 1884. év a tudományban és a technikában.

## Születések
- január 26. – Roy Chapman Andrews amerikai felfedező és természettudós († 1960)
- január 28. – Auguste Piccard svájci fizikus († 1962)
- február 23. – Kazimierz Funk lengyel biokémikus, nevéhez fűződik a vitamin koncepciójának első kidolgozása († 1967)
- augusztus 30. – Theodor Svedberg Nobel-díjas svéd kémikus († 1971)
- szeptember 21. – Kőnig Dénes magyar matematikus, az első gráfelméleti tankönyv szerzője († 1944)
- október 11. – Friedrich Bergius Nobel-díjas német kémikus († 1949)
- november 8. – Hermann Rorschach svájci pszichiáter († 1922)

## Halálozások
- január 6. – Gregor Mendel botanikus, a tudományos genetika megalapozója (* 1822)
- február 8. – Arnold Henry Guyot francia svájci-amerikai geológus, földrajztudós (* 1807)
- március 19. – Elias Lönnrot finn orvos, botanikus és népdalgyűjtő, a Kalevala összeállítója. Botanikusként az első finn nyelvű szakmunka szerzője (* 1802)
- május 12. – Charles Adolphe Wurtz (vagy Charles-Adolphe Wurtz) francia kémikus és tanár; a szerves nitrogénvegyületek, a szénhidrogének és a glikolok vizsgálata tette híressé; (Wurtz-szintézis) (* 1817)
- október 20. – Bókai János magyar orvos, sebész, egyetemi tanár, gyermekgyógyász, a korszerű magyar gyermekorvoslás megteremtője (* 1822)
- november 11. – Alfred Brehm német zoológus, író (* 1829)
- Jean Pierre Louis Girardin francia kémikus (* 1803)